# Sonia Ibáñez
Sonia Ibáñez Pérez (Madrid, 4 de junio de 1975) es una fotógrafa y exploradora española, reconocida por ser la primera española en completar el Sendero de los Apalaches, un sendero de 3500 km que corre a lo largo del este de los Estados Unidos. Obtuvo el reconocimiento thru-hiker del Appalachian Trial Conservancy en 2013 por completar este trayecto. Además, ha viajado y documentado su paso por Austria, Marruecos, Turquía, Francia, Tanzania y España. Compagina sus expediciones trabajando en un centro rural de turismo activo en el parque natural de las Hoces de Cabriel. En 2018 abrió un taller de restauración de muebles en Camporrobles.

## Expediciones
En 2013, en compañía del geógrafo cultural Kevin S. Fox (Connecticut), acometió a pie su viaje más largo: las Montañas Apalaches desde Maine hasta Georgia (Estados Unidos). Durante cinco meses, desde el 30 de junio hasta el 30 de noviembre de 2013, Ibáñez caminó por una senda de más de 3.500 kilómetros que atraviesa 14 estados estadounidenses. Este viaje le dio la oportunidad de conocer otras realidades que quedaron plasmadas en las exposiciones posteriores a su viaje.
También ha participado en el estudio del trayecto León-Gijón, que formará parte del Sendero Internacional de los Apalaches, proyecto cuya intención es desarrollar y mantener un sendero de largo recorrido más allá de las fronteras de las Montañas Apalaches, que ponga en contacto personas y lugares muy alejados pero con un origen común. En julio de 2015, Ibáñez y Fox buscaron la vía más corta de Salzburgo, Austria al mar, cruzando Los Alpes y caminando los 350 kilómetros a Sistiana, Italia en 15 días. Al año siguiente, en julio de 2016, ambos circumambularon la isla balearica Menorca—185 kilómetros en 12 días siguiendo el Cami de Cavalls. En colaboración con The Geographical Imaginations Expedition & Institute, en verano 2017, Ibáñez y Fox caminaron de mar a mar, siguiendo el GR-11, o Transpirenaica, por Los Pirineos españoles. 820 kilómetros en 39 días.

## Exposiciones
- Enero de 2014. "La Podología de Machado". Espacio Cultural La Victoria (Lavapiés). Exposición compuesta por 138 fotografías.[6]
- Julio de 2014. "The People on The Other Side: América (a pie) por la Ruta de los Apalaches". Centro de Interpretación el Molón, Camporrobles (Valencia). Las fotografías, tomadas con la cámara Olympus PEN 45 mm, se presentaron en una exposición que estuvo acompañada de una charla bilingüe, donde se contaba la experiencia a través de fotografías y cortas narrativas personales.[8][3][5]

## Charlas y conferencias
- Junio de 2018. Mujer y Montaña, AVEM (Associació Valenciana d'Esportistes de Muntanya), Valencia, España
- Marzo de 2016. Footprinting America. Pecha Kucha Night™ Katowice Vol. 15, Katowice, Polonia.
- Marzo de 2016. A Great American Pilgrimage: Five Months Along the Appalachian Trail. The Austro-American Society (Upper Austria), Linz, Austria.
- Febrero de 2016. The Appalachian Trail—A Great American Pilgrimage. The Austro-American Society, Salzburgo, Austria.
- Noviembre de 2015. The Appalachian Trail—A Great American Pilgrimage. The Alpine Club, Viena, Austria
- Mayo de 2015. Foot by Foot Along the Appalachians. Pecha Kucha Night™ Lienz Vol. 3, Lienz, Austria.
- Diciembre de 2014. Appalachian Footraits. Pecha Kucha Night™ Salzburg Vol. 23, Salzburgo, Austria.
- Julio de 2014. Other Side(s) of AmericA: LA RUTA de LOS APALACHES. Centro de Interpretación El Molón, Camporrobles, España.
- Julio de 2014. CUENTAVIAJES—América a Pie Sin Dejar Huella: Los Apalaches. Centro de Información y Educación Ambiental Dehesa de La Villa, Madrid, España.
- Mayo de 2014. América a Pie: Thru-Hiking La Ruta de Los Apalaches. Librería Desnivel, Madrid, España.
- Mayo de 2014. The People on the Other Side: América (a pie) por La Ruta de Los Apalaches. La Ciudad Invisible, Madrid, España.
- Marzo de 2014. Thru-Hiking en Los Apalaches. Club Nemus, Torrejón de Ardoz (Madrid) España.